# Triemiolia

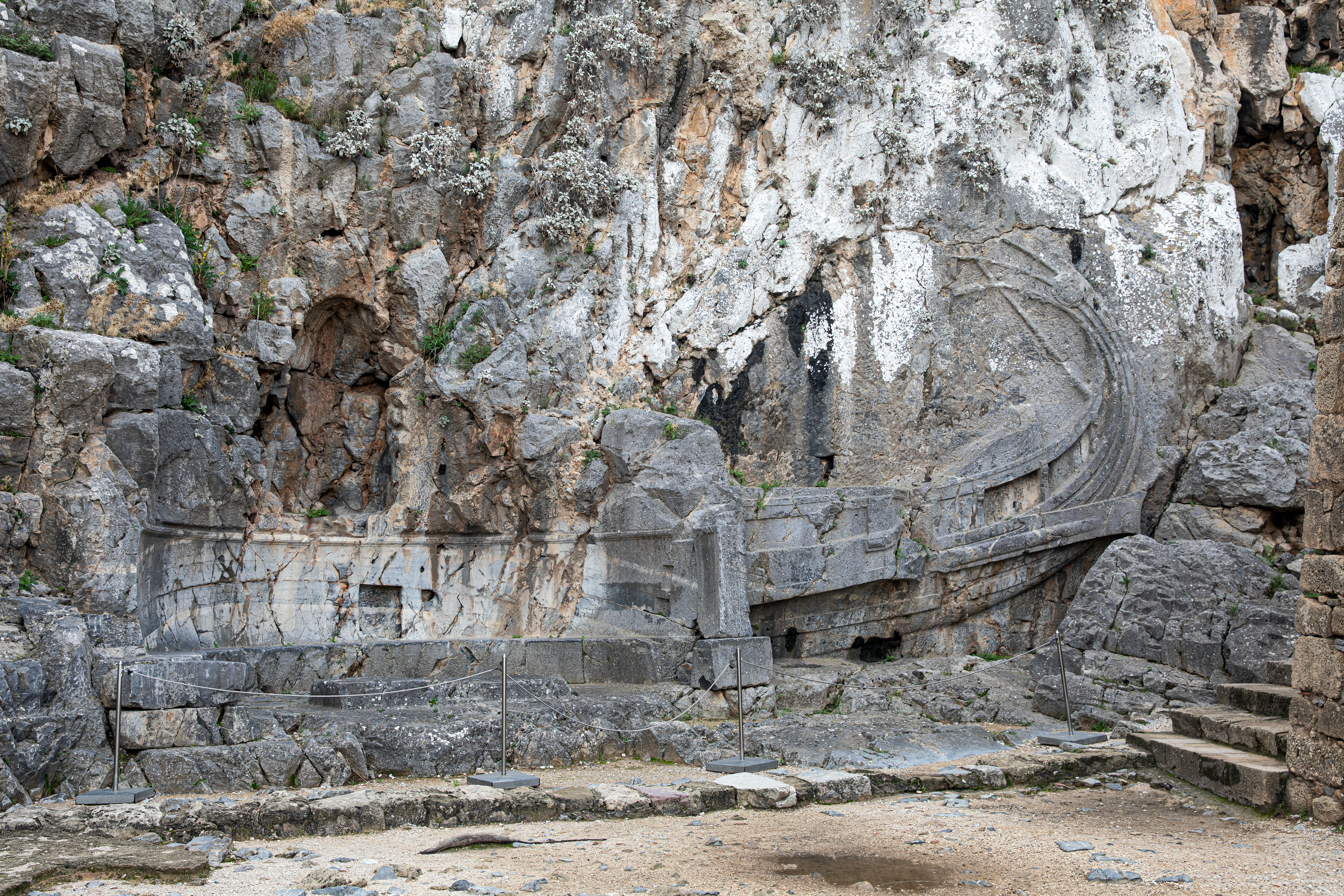
Relief einer Triemiolia (frühes 2. Jahrhundert v. Chr.) am Fuß der Akropolis von Lindos.

Eine Triemiolia (altgriechisch τριημιολία triēmiolía, auch τριηρημιολία triērēmiolá) ist ein antikes griechisches Kriegsschiff, das in der hellenistischen Ära verwendet wurde. Der Begriff „Triemiolia“ ist dem altgriechischen Wort ἡμιόλιος hēmiólios entsprechend gebildet, was wörtlich „halb so viel“ bedeutet. Eine Triemiolia ist ein Schiff, das ein Drittel kürzer ist.
Das Schiff war eine Weiterentwicklung der Triere, eines dreiruderigen Kriegsschiffs, das während der klassischen griechischen Zeit weit verbreitet war. Die Triemiolia war leichter und schneller als die Triere, was sie besonders für Aufklärungsmissionen, Küstenschutz und die Abwehr von Piraten geeignet machte.
Die genaue Konstruktion der Triemiolia ist nicht vollständig dokumentiert. Es wird angenommen, dass sie zwei Ruderreihen auf jeder Seite hatte, wobei die untere Ruderreihe durch einen leichteren Aufbau oder eine geringere Besatzung reduziert wurde, was das Schiff schneller und wendiger machte. Dadurch konnte es effizienter operieren, besonders in den verwinkelten Küstengewässern der Ägäis.
Triemioliai wurden hauptsächlich von den Rhodiern, einer antiken Seemacht, verwendet und spielten eine bedeutende Rolle im Schutz ihrer Handelsrouten und in der Bekämpfung von Piraten.